# Марія Голіховська
Марія Валерія Голіховська, до шлюбу Матейко (пол. Maria Matejko, нар. 24 грудня 1836, Краків, Польща — 1917, Чернівці, Австро-Угорщина) — дружина власника чернівецької аптеки Юзефа Голіховського, рідна сестра польського художника Яна Матейка.

## Життєпис
Марія Матейко народилася і виросла у Кракові. Була десятою з одинадцяти дітей Францішека та Йоганни Матейків. Батько, Францішек Ксаверій (пол. Franciszek Ksawery, етнічний чех із села Рудниці (Rudnice), (1789—1860)), працював приватним вихователем та вчителем музики. Мати, Кароліна Йоганна Росберґ (пол. Joanna Karolina Rossberg, 1802—1845), була напівполькою-напівнімкенею.
Навчалася в монастирській школі сестер-благодійниць (Sioster Prezentek).
У 1867 року у віці 31 рік одружилася з підприємцем Юзефом Голіховським, власником аптеки  в Чернівцях за адресою Hauptstraße 18 , нині вулиця Головна, 33.
Брат Марії Ян Матейко надіслав молодятам телеграму наступного змісту: «Шановна пані Марія Голіховська, Чернівці, Аптека. З усього серця бажаю молодій парі успішних стосунків в злагоді з терпінням, любов'ю, благородством, людською дружбою з допомогою і благословенням Божим» (опублікована в газеті «Gazeta Antykwaryczna» (пол.), 1 січня, 2001 р.).
Після весілля Голіховські відразу вирушили до Нью-Йорку, де чоловік працював аптекарем в Елліс Айленді. Там Марія народила трьох дітей.
У 1872 році повернулися в Чернівці і надалі проживали тут постійно. Голіховські прожили у шлюбі 27 років.
28 серпня 1894 року у віці 57 років чоловік помер від азійської холери.
Згідно зі списком мешканців 1898 року Марія Голіховська залишилась проживати при аптеці за тією ж адресою на Hauptstraße 18.
Померла у 1917 році у Чернівцях та похована на міському кладовищі по вулиці Зеленій.

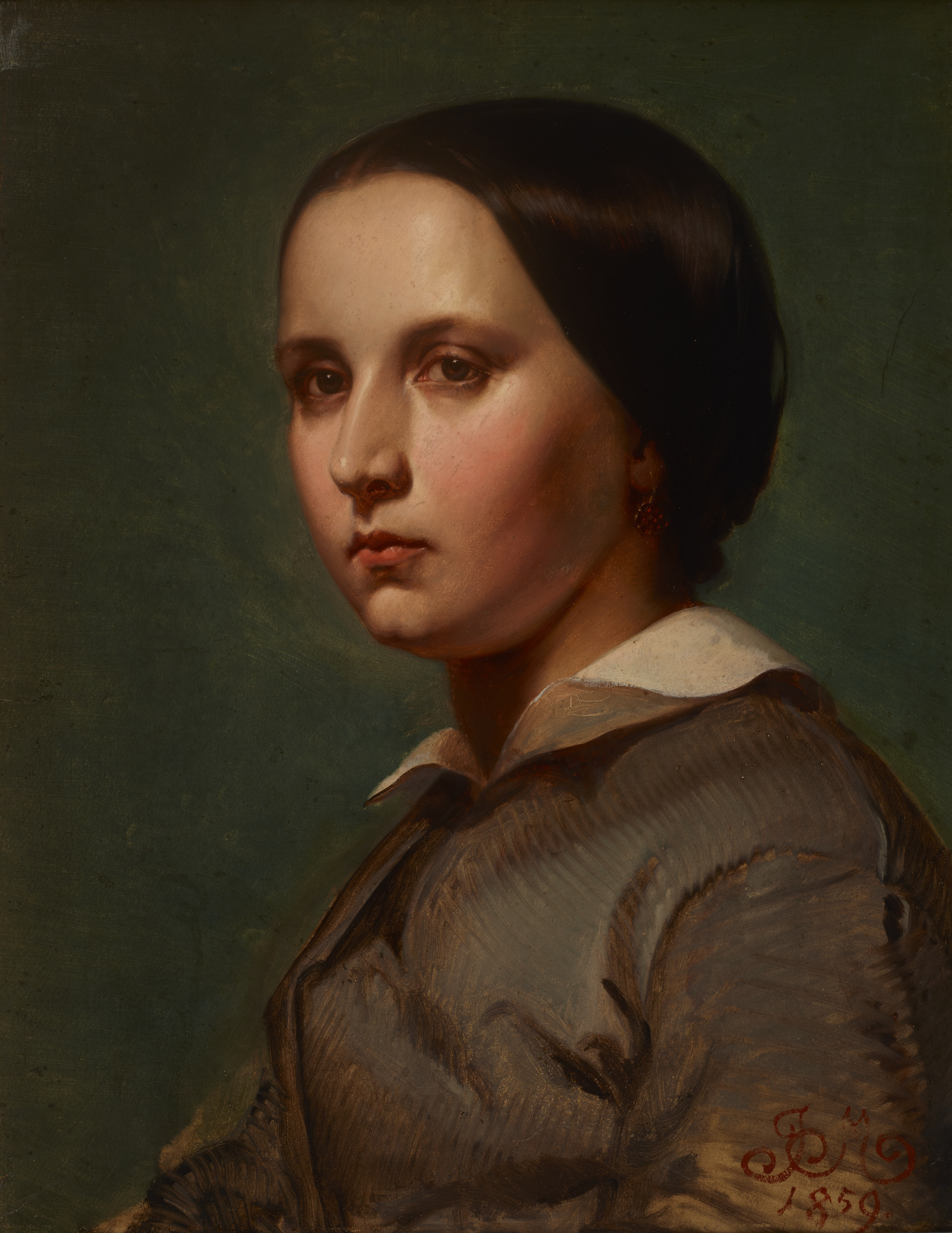
Портрет Марії Валерії Матейко. Ян Матейко 1859 р. Полотно, олія. Будинок Яна Матейка в Кракові

## Родина
Чоловік — Юзеф Голіховський (1836, Теребовля, Тернопільська область — 1894, Чернівці), підприємець-фармацевт, власник однієї із перших аптек міста Чернівці.
Син — Віктор (пол. Wiktor Golichowski, 1868 — †).
Донька — Емілія (пол. Emilia Golichowska), дружина військового Володимира Чапельського.
Донька — Марія, дружина лікаря Харчевського.
Донька — Теодора (пол. Teodora Alojza Golichowska, 23 січня 1874, Чернівці — †).

## Вшанування пам'яті
В місті Чернівці на старовинному кладовищі по вулиці Зеленій, що є історико-культурним заповідником міста зберігся надгробок Голіховських із надписом: «Могила родини Голіховських. Тут покоїться прах Юзефа Голіховського, аптекаря і власника майна 1836—1894. Господи, дай йому вічний спокій. Марія Голіховська з роду Матейків 1836—1917».